# Özkan Sümer
Özkan Sümer (Trabzon, 1940. november 20. – Trabzon, 2020. december 22.) török labdarúgó, hátvéd, edző.

## Pályafutása

### Játékosként
A Trabzonspor, a Karabükspor, a Sebat Gençlik, majd 1967 és 1970 között ismét a Trabzonspor labdarúgója volt.

### Edzőként
1978 és 1981 között a Trabzonspor vezetőedzője volt. 1981-ben a török válogatott szövetségi kapitányaként tevékenykedett. 1982–83-ban a Galatasaray, 1984–85-ben, 1990–91-ben és 1998-ban a Trabzonspor szakmai munkáját irányította. 2000–01-ben a Mobellaspor edzőjeként dolgozott. 2001 és 2003 között a Tranbzonspor elnöke volt.

## Sikerei, díjai

### Edzőként
Trabzonspor
- Török bajnokság
  - bajnok (2): 1978–79, 1980–81